# 祝雄
祝雄（？—1544年），遼東都指揮使廣寧前屯衛（今遼寧省錦西市綏中縣），明朝軍事將領。
早年為遊擊，后升任山西遊擊將軍，署都指揮僉事，后升任山西副總兵。嘉靖十八年，任大同總兵，后被彈劾解職，之後起用，嘉靖二十二年，擔任薊州總兵官，善於管理軍隊，后死於軍中。